# Cathédrale Saint-Muredach de Ballina
La cathédrale Saint-Muredach est la cathédrale du diocèse catholique romain de Killala en Irlande. Elle est située dans le townland d'Abbeyhalfquarter, sur la rive est du  fleuve Moy à Ballina dans le comté de Mayo. C'est aussi l'église paroissiale de la paroisse de Kilmoremoy. Elle est consacrée à saint Muredach (en). 

## Éléments historiques
La construction de la cathédrale est initiée par John MacHale (1791-1881), évêque de Killala de 1825 à 1834. La cathédrale est achevée en 1834, année durant laquelle elle est rattachée à l'archidiocèse de Tuam.
La flèche est achevée en 1855 sur les plans de l'architecte James Joseph McCarthy (de) et d'autres aménagements sont poursuivis tout au long du XIXe siècle.

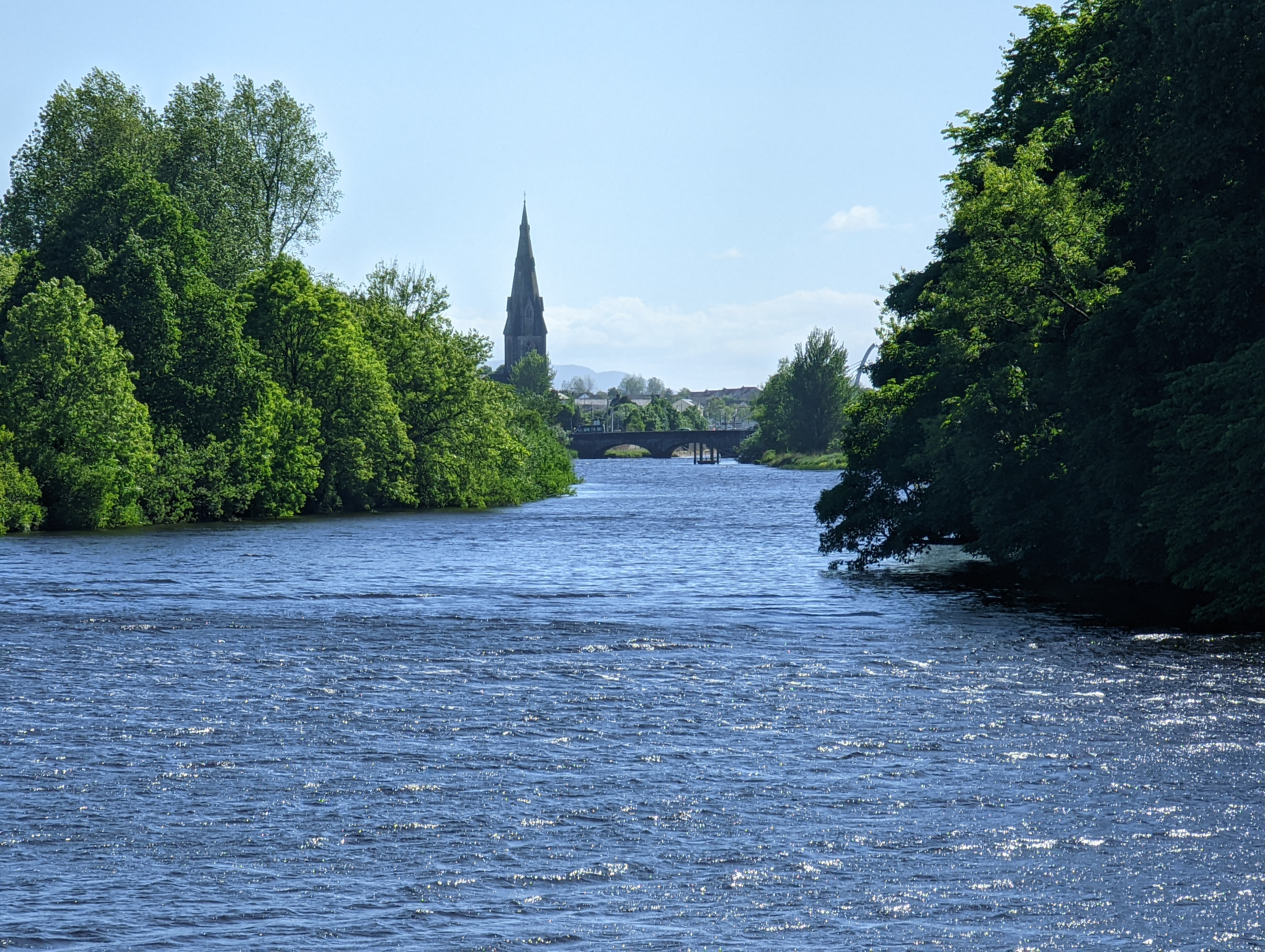
Le fleuve la Moy avec au loin le clocher de la cathédrale.
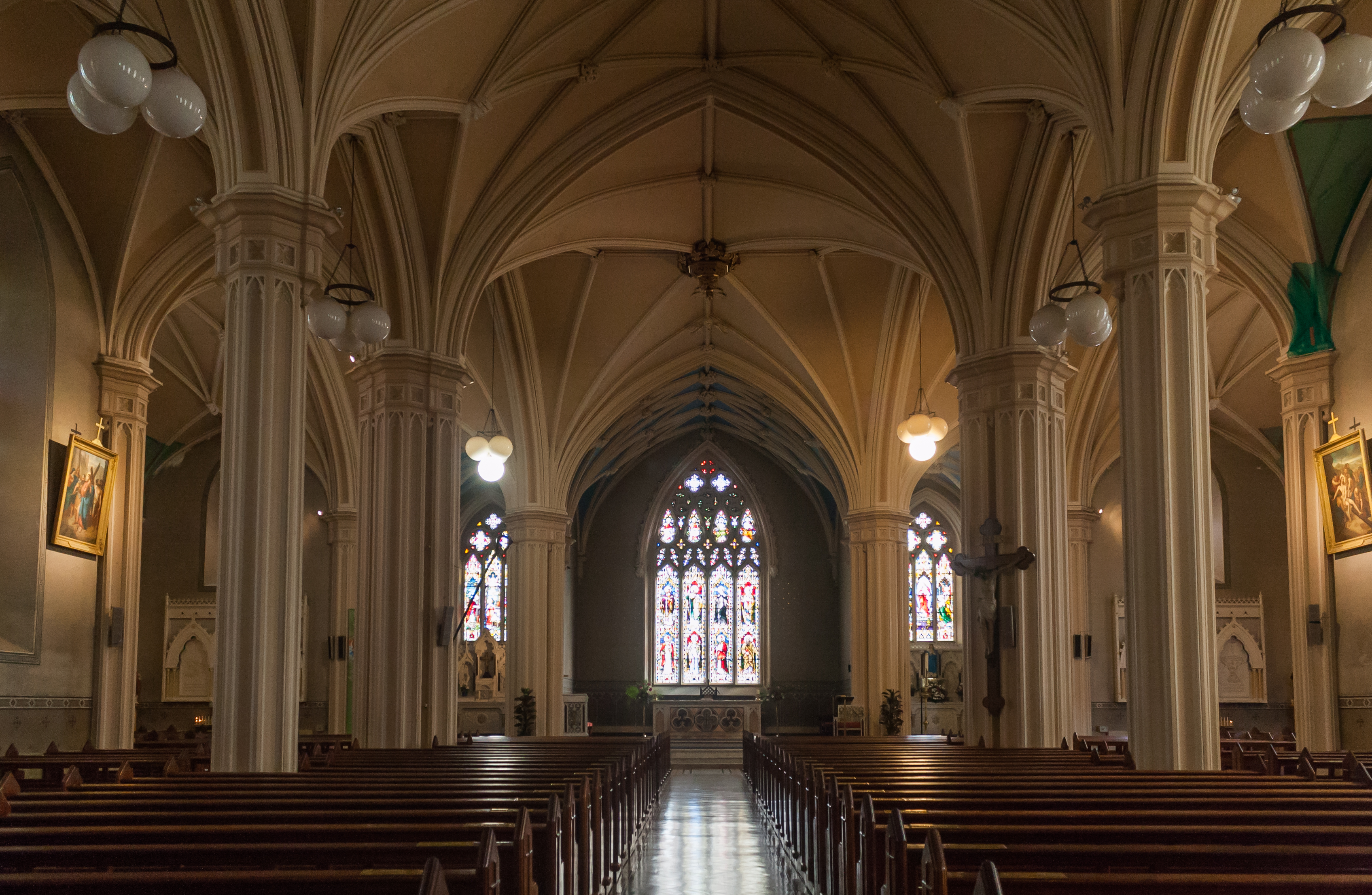
La nef de la cathédrale.